# Grå kantarell
Grå kantarell (Cantharellus cinereus) är en svamp i släktet Cantharellus. Arten är ätlig och populär som matsvamp i sydliga Europa, men i Skandinavien är den sällsynt. Sedd uppifrån kan den förväxlas med svart trumpetsvamp.